# Allhartsberg
Allhartsberg è un comune austriaco di 2 110 abitanti nel distretto di Amstetten, in Bassa Austria; ha lo status di comune mercato (Marktgemeinde). È suddiviso in sei comuni catastali (Katastralgemeinden): Allhartsberg, Angerholz, Kühberg, Maierhofen, Kröllendorf e Wallmersdor.